# Pronóstico de ciclones tropicales
El pronóstico de los ciclones tropicales es la ciencia de predecir dónde se situará el centro de un ciclón tropical y sus efectos en el futuro. Esta ciencia consta de varios elementos: el pronóstico de la trayectoria, el pronóstico de la intensidad, el pronóstico de las precipitaciones, el pronóstico de las marejadas ciclónicas, el pronóstico de los tornados y el pronóstico estacional. Mientras que la capacidad de pronosticar las trayectorias está aumentando, la capacidad de prever la intensidad no ha cambiado en los últimos años. El pronóstico estacional comenzó en la década de 1980 en la cuenca atlántica y se ha extendido a otras cuencas desde entonces.

## Historia
Los métodos para pronosticar los ciclones tropicales han cambiado con el paso del tiempo. Los primeros pronósticos conocidos en el hemisferio occidental fueron realizados por el teniente coronel William Reed del Real Cuerpo de Ingenieros en Barbados en 1847. Reed utilizó principalmente mediciones de la presión barométrica como base de sus pronósticos. En la década de 1870, Benito Vines introdujo en La Habana un sistema de pronóstico y alerta basado en los cambios de la nubosidad. Sin embargo, antes de principios del siglo XX, la mayoría de los pronósticos se realizaban mediante observaciones directas en estaciones meteorológicas, que luego se transmitían a los centros de pronóstico por telégrafo. No fue hasta la llegada de la radio, a principios del siglo XX, cuando los meteorólogos pudieron disponer de las observaciones de los barcos en el mar. En la década de 1930 se empezaron a utilizar radiosondas en los pronósticos de ciclones tropicales. En la década siguiente, los militares empezaron a utilizar aviones de reconocimiento, con el primer vuelo dirigido a un huracán en 1943 y la creación de los cazadores de huracanes en 1944. En la década de 1950, se empezaron a utilizar radares meteorológicos costeros en Estados Unidos y en 1954 se iniciaron los vuelos de reconocimiento de investigación por parte de la precursora de la División de Investigación de Huracanes.
El lanzamiento del primer satélite meteorológico TIROS-I en 1960, introdujo nuevas técnicas de pronóstico que siguen siendo importantes para las predicciones de ciclones tropicales hasta la actualidad. En la década de 1970, se introdujeron boyas para mejorar la resolución de las mediciones de superficie, que hasta entonces no estaban disponibles en todas las superficies de ultramar.
A finales de la década de 1970, William Gray observó una tendencia a la baja actividad ciclónica en la cuenca del Atlántico Norte durante los años de El Niño. Fue el primer investigador que estableció una conexión entre estos fenómenos y los resultados positivos le llevaron a seguir investigando. Descubrió que numerosos factores de todo el planeta influyen en la actividad de los ciclones tropicales, como la conexión de los periodos húmedos sobre el Sahel africano con un aumento de los aterrizajes de grandes huracanes a lo largo de la costa este de Estados Unidos. Sin embargo, sus conclusiones también mostraban incoherencias cuando se consideraba un único factor como influencia principal.
Utilizando sus descubrimientos, Gray desarrolló un pronóstico objetivo y estadístico para la actividad ciclónica estacional; predijo sólo el número de tormentas tropicales, huracanes y huracanes mayores, renunciando a los detalles sobre las trayectorias y los posibles aterrizajes debido a las inconsistencias antes mencionadas. Gray publicó su primer pronóstico estacional antes de la temporada de 1984, que utilizaba las relaciones estadísticas entre la actividad de los ciclones tropicales, El Niño-Oscilación del Sur (ENOS), la oscilación cuasi-bienal (QBO, siglas en inglés de Quasi-biennial oscillation) y las presiones a nivel del mar en la cuenca del Caribe. La empresa tuvo un éxito moderado, por lo que emitió pronósticos antes del inicio de la temporada de huracanes atlánticos en mayo y antes del punto álgido de la temporada en agosto. Estudiantes y colegas se unieron a su equipo de pronósticos en los años siguientes, entre ellos Christopher Landsea, Paul W. Mielke Jr. y Kenneth J. Berry.

## Trayectoria

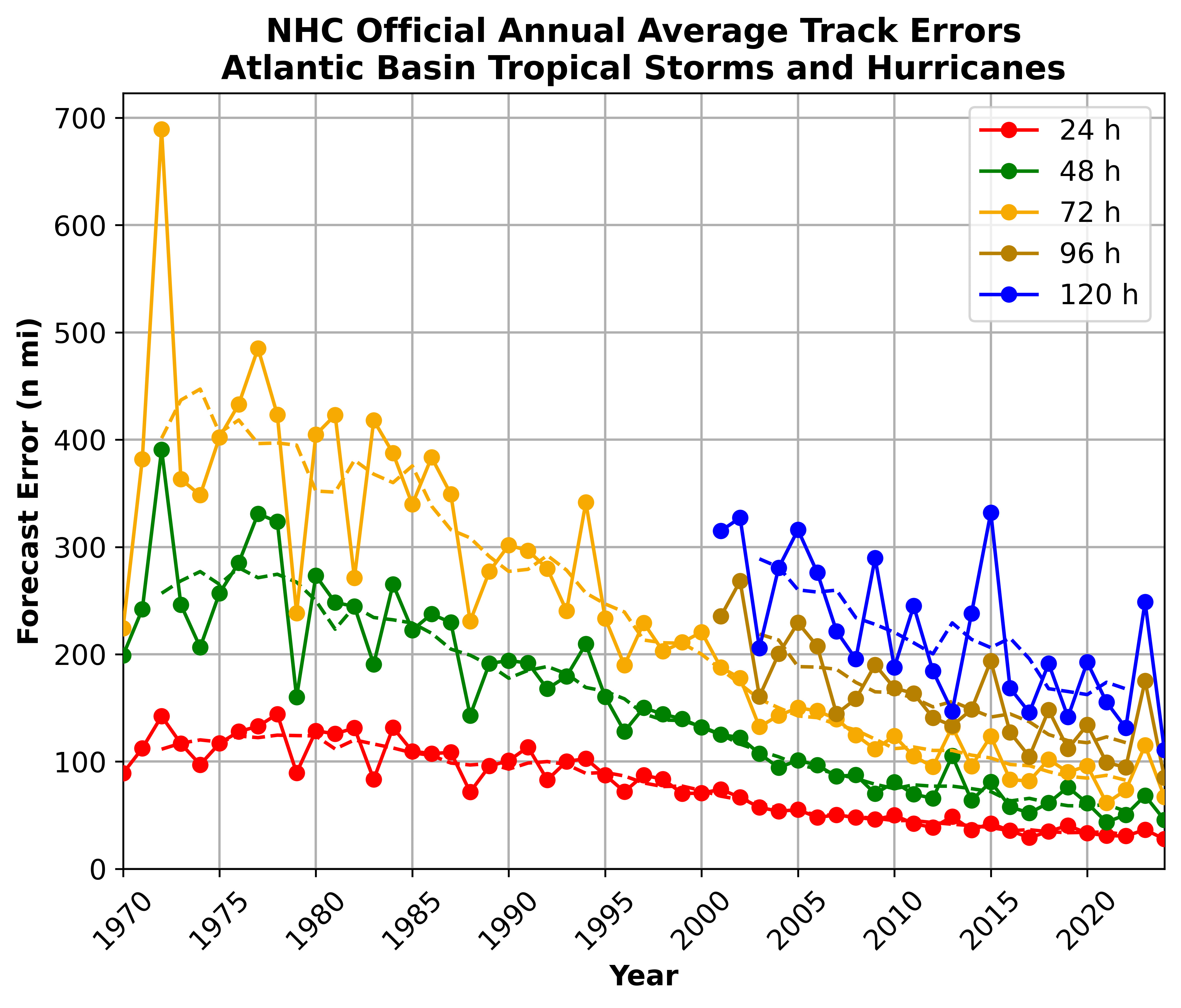
Errores de trayectoria de la cuenca atlántica desde 1970.

El flujo sinóptico a gran escala determina entre el 70% y el 90% del movimiento de un ciclón tropical. El flujo medio de la capa profunda es la mejor herramienta para determinar la dirección y la velocidad de la trayectoria. Si las tormentas están muy cizalladas, usar los vientos de nivel inferior resulta un mejor predictor. El conocimiento del efecto beta puede utilizarse para dirigir un ciclón tropical, ya que conduce a una dirección más noroeste para los ciclones tropicales en el hemisferio norte. También es mejor suavizar las oscilaciones de corta duración del centro del ciclón para determinar una trayectoria más precisa.

Debido a las fuerzas que afectan a las trayectorias de los ciclones tropicales, la precisión de las predicciones depende de la determinación de la posición, la fuerza de las zonas de alta y baja presión y la predicción de cómo cambiarán estas zonas durante la vida de un sistema tropical. En las últimas décadas, los científicos han aumentado la precisión de los pronósticos de trayectoria gracias a la combinación de modelos de pronóstico con un mayor conocimiento de las fuerzas que actúan sobre los ciclones tropicales y una gran cantidad de datos procedentes de satélites en órbita terrestre y otros sensores. Es importante que los pronósticos de trayectoria sean precisos ya que, si son incorrectos, también lo serán los pronósticos de intensidad, precipitaciones, mareas de tempestad y amenaza de tornados.

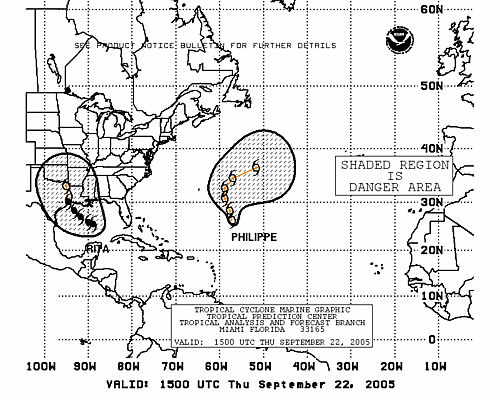
Los huracanes Rita y Philippe ilustrados con las predicciones de la regla 1-2-3.

### Regla 1-2-3
La regla 1-2-3 (regla 1-2-3 del marino o zona de peligro) es una guía comúnmente enseñada a los marinos para el seguimiento y predicción de tormentas fuertes, específicamente huracanes y tormentas tropicales. Ésta tiene dos partes: la regla de los 34 nudos, que es la zona de peligro que hay que evitar, y la regla 1-2-3, que se refiere a los errores de pronóstico redondeados a largo plazo del Centro Nacional de Huracanes (NHC, siglas en inglés de National Hurricane Center) de 100-200-300 millas náuticas a las 24-48-72 horas, respectivamente. Estas cifras se acercaban a la media de 10 años para el periodo 1982-1991. Sin embargo, estos errores han disminuido a cerca de 50-100-150 a medida que los pronosticadores del NHC se vuelven más precisos. La zona de peligro que hay que evitar se construye ampliando la trayectoria prevista en un radio igual a los respectivos cientos de millas más los radios del campo de viento de 34 nudos pronosticados.

## Intensidad
Los meteorólogos afirman que son menos hábiles para predecir la intensidad de los ciclones tropicales que su trayectoria. La potencia informática disponible limita la capacidad de los meteorólogos para elaborar modelos precisos de un gran número de factores complejos, como la topología exacta y las condiciones atmosféricas, aunque con una mayor experiencia y comprensión, incluso los modelos con la misma resolución pueden ajustarse para reflejar con mayor precisión el comportamiento en el mundo real. Otro punto débil es la falta de mediciones frecuentes de la velocidad del viento en el ojo del ciclón. Se espera que el Sistema Global de Navegación por Satélite para Ciclones, lanzado por la NASA en 2016, proporcione muchos más datos en comparación con las mediciones esporádicas de las boyas meteorológicas y los aviones que atraviesan los huracanes.
Un pronóstico preciso de la trayectoria es esencial para crear pronósticos precisos de la intensidad, sobre todo en una zona con grandes islas como el Pacífico norte occidental y el mar Caribe, ya que la proximidad a tierra es un factor inhibidor del desarrollo de los ciclones tropicales. Un huracán, tifón o ciclón fuerte puede debilitarse si se forma una pared del ojo exterior (normalmente a unos 80 a 160 kilómetros del centro de la tormenta), ahogando la convección dentro de la pared del ojo interior. Este debilitamiento se denomina ciclo de reemplazo de la pared del ojo y suele ser temporal.

### Intensidad máxima potencial
El Dr. Kerry Emanuel creó hacia 1988 un modelo matemático, denominado intensidad máxima potencial (IMP), para calcular el límite superior de intensidad de los ciclones tropicales a partir de la temperatura de la superficie del mar y los perfiles atmosféricos de los últimos modelos globales. Los mapas creados a partir de esta ecuación muestran valores de la intensidad máxima alcanzable debido a la termodinámica de la atmósfera en el momento de la última ejecución del modelo (0000 o 1200 UTC). Sin embargo, el IMP no tiene en cuenta la cizalladura vertical del viento. El IMP se calcula mediante la siguiente fórmula:
{\displaystyle V=A+B\cdot e^{C(T-T_{0})}}
Donde {\displaystyle V} es la velocidad potencial máxima en metros por segundo; {\displaystyle T} es la temperatura de la superficie del mar bajo el centro del ciclón tropical, {\displaystyle T_{0}} es una temperatura de referencia (30 °C) y {\displaystyle A}, {\displaystyle B} y {\displaystyle C} son constantes de ajuste de la curva. Cuando {\displaystyle A=28,2}; {\displaystyle B=55,8} y {\displaystyle C=0,1813}; el gráfico generado por esta función corresponde al percentil 99 de los datos empíricos de intensidad de ciclones tropicales.

## Precipitaciones

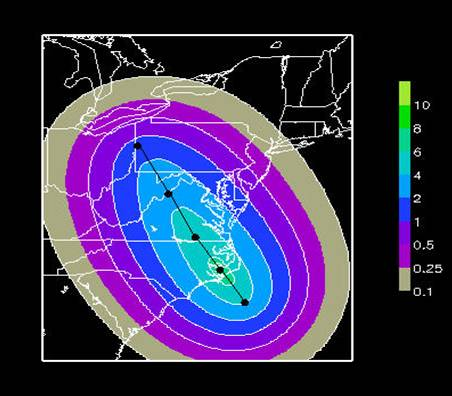
r-CLIPER para Isabel (2003)

El pronóstico de las precipitaciones de los ciclones tropicales es importante ya que, entre 1970 y 2004, las inundaciones tierra adentro provocadas por ciclones tropicales causaron la mayor parte de las víctimas mortales de los ciclones tropicales en Estados Unidos. Aunque las inundaciones son habituales en los ciclones tropicales cercanos a una masa continental, hay algunos factores que provocan precipitaciones excesivas de los ciclones tropicales. El movimiento lento, como se vio durante el huracán Danny y el huracán Wilma, puede dar lugar a grandes cantidades de lluvia. La presencia de topografía cerca de la costa, como es el caso en gran parte de México, Haití, República Dominicana, gran parte de Centroamérica, Madagascar, Reunión, China y Japón, aumenta las precipitaciones debido al flujo ascendente hacia las montañas. El fuerte empuje en niveles superiores de una vaguada que atraviesa los vientos del oeste, como ocurrió durante el huracán Floyd, puede provocar precipitaciones excesivas incluso en sistemas que se mueven con un avance medio. Una combinación de dos de estos factores puede ser especialmente devastadora, como se vio durante el huracán Mitch en Centroamérica. Por lo tanto, un pronóstico preciso de la trayectoria es esencial para realizar un buen pronóstico de las precipitaciones de los ciclones tropicales. Sin embargo, como resultado del calentamiento global, el calor que se ha acumulado en la superficie del océano ha permitido a las tormentas y huracanes capturar más vapor de agua y, dado el aumento de las temperaturas en la atmósfera , retener la humedad durante más tiempo. Esto resulta en enormes cantidades de lluvia al llegar a tierra, que a menudo puede ser el aspecto más dañino de un huracán.

## Métodos operativos

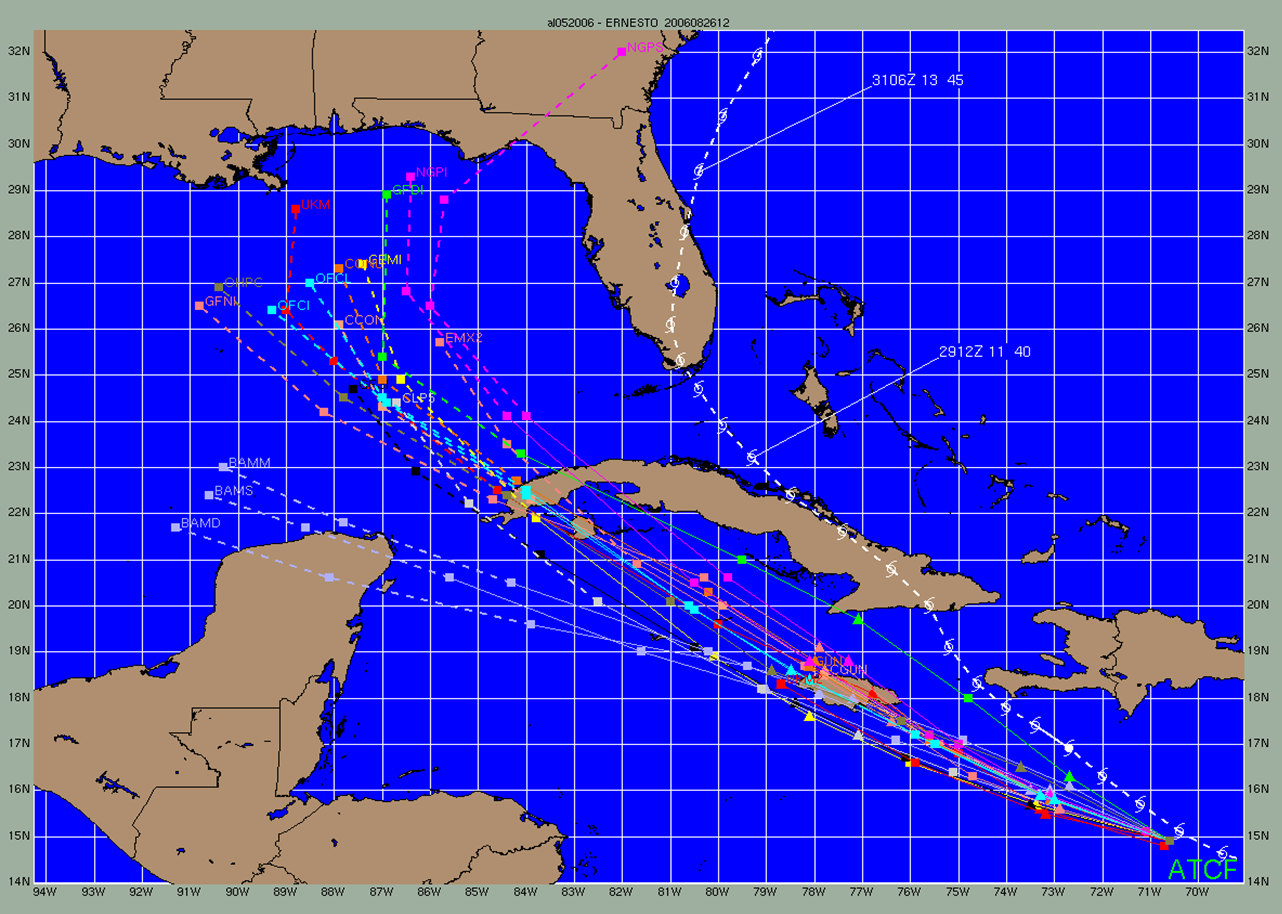
Trayectorias del modelo de pronóstico dentro del ATCF. El pronóstico oficial del NHC para Ernesto (2006) es azul claro, mientras que la trayectoria real de la tormenta es la línea blanca sobre Florida.

Históricamente, las cartas de seguimiento de ciclones tropicales se utilizaban para incluir la trayectoria pasada y preparar pronósticos futuros en los Centros Meteorológicos Regionales Especializados y en los Centros de Alerta de Ciclones Tropicales. La necesidad de un método más moderno para pronosticar los ciclones tropicales se había hecho evidente para los meteorólogos operativos a mediados de la década de 1980. En aquella época, el Departamento de Defensa de los Estados Unidos utilizaba mapas de papel, acetatos, lápices grasos y programas informáticos distintos para pronosticar los ciclones tropicales. El software del Sistema Automatizado de Pronóstico de Ciclones Tropicales (ATCF, siglas en inglés de Automated Tropical Cyclone Forecasting System) fue desarrollado por el Laboratorio de Investigación Naval para el Centro Conjunto de Alerta de Tifones a partir de 1986. y utilizado desde 1988. Durante 1990 el sistema fue adaptado por el Centro Nacional de Huracanes (NHC) para su uso en sus instalaciones, los Centros Nacionales de Predicción Ambiental y el Centro de Huracanes del Pacífico Central. Esto proporcionó al NHC un entorno de software multitarea que les permitió aumentar la eficiencia y reducir el tiempo necesario para hacer un pronóstico en un 25% o 1 hora. ATCF fue desarrollado originalmente para su uso en los sistemas operativos DOS, antes de ser adaptado posteriormente a Unix y Linux.

## Marejada ciclónica
El principal modelo de pronóstico de marejadas ciclónicas en la cuenca atlántica es el SLOSH (siglas en inglés de Sea, Lake, Overland, Surge from Hurricanes; Mar, Lago, Tierra, Marejada ciclónica), que utiliza el tamaño de una tormenta, su intensidad, su movimiento de avance y la topografía de la llanura costera para estimar la profundidad de una marejada ciclónica en cualquier punto de la cuadrícula de Estados Unidos. Para elaborar pronósticos precisos de las marejadas ciclónicas es necesario disponer de una trayectoria exacta. Sin embargo, si el punto de llegada a tierra es incierto, se puede generar un mapa de máxima envolvente de agua (MEOW, siglas en inglés de maximum envelope of water) basado en la dirección de aproximación. Si la trayectoria pronosticada también es incierta, se puede generar un mapa de máximos de máximos (MoM, siglas en inglés de maximum of maximums) que mostrará el peor escenario posible para un huracán de una fuerza específica.

## Tornado
La localización de la mayoría de los tornados relacionados con ciclones tropicales es su cuadrante noreste en el hemisferio norte y su cuadrante sureste en el hemisferio sur. Como la mayoría de los demás pronósticos de los efectos de los ciclones tropicales, se requiere un pronóstico preciso de la trayectoria para producir una previsión precisa de la amenaza de tornados.

## Pronóstico estacional
Las variaciones anuales de los distintos parámetros climáticos permiten predecir el número total y la intensidad de los ciclones tropicales que se producirán en una temporada determinada. Por ejemplo, al elaborar sus pronósticos estacionales, el Centro de Predicciones Climáticas de Estados Unidos tiene en cuenta los efectos de El Niño-Oscilación del Sur, el ciclo tropical de 25 a 40 años, la cizalladura del viento sobre los océanos y la temperatura de la superficie oceánica.